# Jean-Lambert Tallien
 (février 2017).
Jean-Lambert Tallien, né le 23 janvier 1767 à Paris, baptisé paroisse Saint-Gervais, mort le 16 novembre 1820 dans la même ville dans l'ancien 1er arrondissement, est un journaliste et un homme politique de la Révolution française.

## Biographie

### Jeunesse et famille
Son père Lambert Tallien, mort le 11 septembre 1793, est maître d'hôtel du marquis de Bercy. Celui-ci assure une instruction à Jean-Lambert qui devient clerc de notaire puis de procureur.
Tallien épouse Thérésa Cabarrus le 6 nivôse an III (26 décembre 1794) ; ils divorcent le 18 germinal an X (le 8 avril 1802). De leur union naît Rose-Thermidor Tallien, filleule de Joséphine de Beauharnais, née en 1795 à Paris, morte le 25 avril 1862 à Nice. C'est durant sa mission bordelaise qu'il rencontre Cabarrus alors détenue comme suspecte ; il la fait libérer et la tient sous sa protection.

### Début de carrière révolutionnaire
Au début de la Révolution, Tallien, alors âgé de vingt-deux ans, devient secrétaire du député Jean-Baptiste Brostaret, et employé typographe à l’imprimerie du Moniteur universel. Il fréquente la société des Jacobins et vit Rue de la Perle. En 1791, il fonde une société populaire et un journal, L'Ami des citoyens, dirigé à partir d'août 1792 par son collaborateur Méhée de la Touche.
En juillet 1792, il intervient à l'Assemblée nationale législative, au nom de la section de la Place-Royale, pour réclamer la réintégration de Pétion, destitué de ses fonctions de maire de Paris. Le même mois, ainsi qu'Audouin et que Collot d'Herbois, il est désigné pour rédiger une adresse à l'armée au nom des sections parisiennes.

### Les massacres de Septembre
Tallien participe ensuite à la journée du 10 août 1792 et siège à la Commune insurrectionnelle de Paris comme secrétaire-greffier. En septembre 1792, Il fait libérer des prisonniers mais en laisse mourir dans les tueries. Il est accusé d'être un « septembriseur » ; Robespierre et Marat le critiquent pour sa versatilité.

### Débuts à la Convention
Tallien est élu député du département de Seine-et-Oise, le neuvième sur quatorze à la Convention nationale. Dès le début de la session, il est élu membre du Comité de Législation, suppléant au Comité de Correspondance et des Pétitions et suppléant au Comité de Sûreté générale. Il en devient membre titulaire en janvier 1793.
Tallien siège sur les bancs de la Montagne. Lors du procès de Louis XVI, il vote la mort sans appel au peuple ni sursis à l'exécution. Il est en mission lorsque se tiennent les scrutins sur la mise en accusation de Marat et sur le rétablissement de la Commission des Douze.
Tallien est en effet envoyé en mission à plusieurs reprises durant son mandat à la Convention. La première est conduite avec Louis Legendre à Forges-les-Eaux où s'est réfugié et suicidé Philippe de Pâris, assassin du député Lepeletier de Saint-Fargeau. Aux côtés de Bentabole, il est envoyé dans la section des Gardes-Françaises le 8 mars. Le lendemain, il est désigné, aux côtés de Goupilleau de Fontenay, représentant en mission dans les départements de l'Indre-et-Loire et du Loir-et-Cher. Entre mai et juillet, il passe à l'armée des côtes de La Rochelle.
De retour à Paris en août, il dénonce un complot au tribunal révolutionnaire en faveur du général Custine alors inculpé. Ainsi que Thirion et que Gaston, il demande l'arrestation du député girondin Saladin, qui a qualifié les montagnards de « scélérats et de septembriseurs ».

### La mission à Bordeaux
Tallien est envoyé en mission dans la Dordogne, la Gironde et le Lot-et-Garonne pour accélérer la levée en masse. Il est spécifiquement astreint à la Gironde aux côtés d'Ysabeau à partir de septembre. Sa mission est confirmée en nivôse an II (décembre 1793).
Le département de la Gironde est rebaptisé « Bec-d'Ambès » entre brumaire an II (novembre 1793) et germinal an III (avril 1795). Une commission militaire est instituée à Bordeaux, sous la direction de Tallien. Environ cinq mille arrestations et trois cent exécutions sont décrétées. Parmi celles-ci, celle de l'ancien maire François-Armand de Saige ; celle de Jean Birotteau, député girondin des Pyrénées-Orientales alors en fuite et mis hors de la loi.
Au fil du temps, sa situation se fragilise après qu'il est entré en conflit avec le général Brune et le ministre de la guerre Bouchotte. Dès brumaire, il est dénoncé par les autorités révolutionnaires locales au Comité de sûreté générale pour modérantisme. Il demande son rappel à Paris, mais est maintenu en place par le Comité de salut public.
Tallien aggrave son cas en n'appliquant pas la loi du 14 frimaire an II. Puis il destitue le comité révolutionnaire de Bordeaux qu'il considère comme ultra-révolutionnaire. Toutefois, Jullien de Paris, l’agent du Comité de salut public, en mission dans les départements de l’Ouest, le dénonce à Paris. Son arrêté concernant le comité bordelais est cassé et le Comité de salut public lui demande des comptes.

### La lutte contre Robespierre

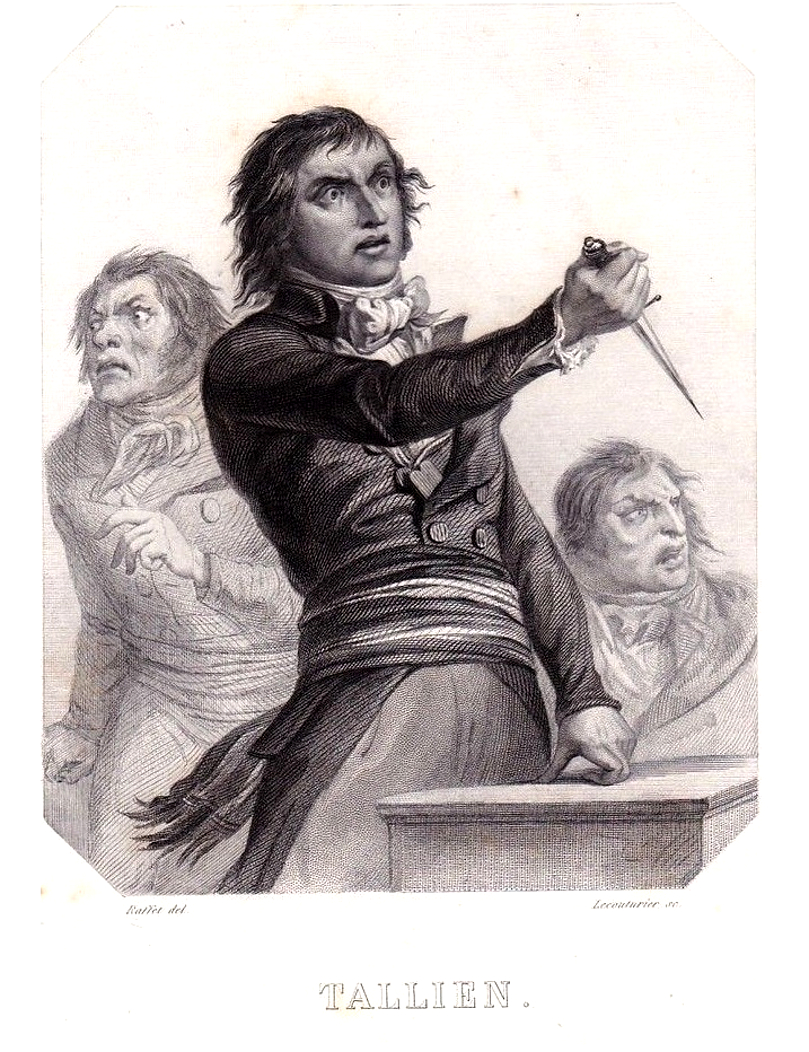
Tallien à la séance du 9 thermidor : « Je demandais tout à l’heure qu’on déchirât le voile. Il l’est entièrement ; les conspirateurs sont démasqués, ils seront bientôt anéantis, et la liberté triomphera. (Vifs applaudissements.) Tout annonce que l’ennemi de la représentation nationale va tomber sous ses coups. Nous donnons à notre république naissante une preuve de notre loyauté républicaine. Je me suis imposé jusqu’ici le silence, parce que je savais que le tyran de la France avait formé une liste de proscription. J’ai vu hier la séance des Jacobins ; j’ai frémi pour la patrie ; j’ai vu se former l’armée du nouveau Cromwell, et je me suis armé d’un poignard pour lui percer le sein si la Convention nationale n’avait pas le courage de le décréter d’accusation. (Tallien agite son poignard. Vifs applaudissements.) » Le Moniteur.

De retour à la Convention, Tallien siège avec les indulgents. Il est élu secrétaire du bureau pour deux semaines le 16 ventôse (le 6 mars), sous la présidence de Rühl, ses collègues secrétaires étant Bézard et Monnel. Il accède à la présidence au renouvellement suivant le 1er germinal (le 21 mars), ses secrétaires étant Leyris, Peyssard Pottier et Baudot. Le 11 germinal (31 mars), sur motion de Saint-Just qui parle au nom des Comités de Salut public et de Sûreté générale, les six députés dantonistes sont décrétés d'accusation devant le tribunal ; Tallien donne la parole à Legendre qui ne peut empêcher la victoire de Robespierre sur la faction des indulgents.
Sa maîtresse Thérésa est incarcérée à la Force à partir du 12 prairial (31 mai). Le 23 et le 24 (11 et 12 juin), Tallien tente de faire rapporter la loi de Prairial votée le 22 mais se heurte à l'hostilité de Robespierre. Se sentant menacé, il s'implique particulièrement dans le 9 thermidor dont il est la cheville ouvrière avec Fouché. De façon décisive, il interrompt le discours de Saint-Just et empêche Robespierre de prendre la parole.

### Chef de la réaction thermidorienne
Tallien s'impose comme le vainqueur du 9 thermidor. Dès le 13 thermidor (31 juillet), il entre au Comité de Salut public, renouvelé par quart tous les mois, aux côtés de Laloy, Eschasseriaux aîné, Thuriot, Treilhard et Bréard. Il démissionne au renouvellement du mois suivant, ainsi que Billaud-Varenne et Collot d'Herbois, Barère étant le seul membre à sortir par tirage au sort.
Le 11 fructidor, peut-être à son instigation, son collègue Lecointre dénonce comme terroristes certains des anciens membres des comités de gouvernement. Mais cette attaque échoue et Tallien se heurte ici à son ancien camarade dantoniste Thuriot, ainsi qu'aux députés montagnards. Trois jours plus tard, il démissionne du Comité de salut public mais y laisse entrer certains de ses amis thermidoriens alors que les montagnards Collot et Billaud en sortent avec lui. Le 17 fructidor, après une séance houleuse, il est exclu du club des Jacobins, en compagnie de Lecointre et de Fréron, ce qui marque sa rupture définitive avec la Montagne. Le 23 fructidor, il est victime d'un attentat au pistolet dont on ne retrouvera jamais l'auteur. Si certains ont soupçonné une manipulation de sa part, cet assassinat manqué renforce sa popularité.
Dénoncé comme ancien terroriste, Tallien réussit à s’en sortir en demandant les têtes de Billaud-Varenne et de Collot d’Herbois. Relançant l'Ami des citoyens, il attaque les Jacobins, les anciens représentants en mission Carrier et Le Bon, fait fermer le club des Jacobins le 24 décembre 1794 et supprimer le Tribunal révolutionnaire le 31 mai 1795. Avec Fréron, il organise des bandes de Muscadins, qui se heurtent aux Jacobins, notamment le 19 septembre 1794, au Palais-Égalité.
Entre avril et août 1795, il est de retour au Comité de salut public où il est chargé du commerce et de l'approvisionnement. C'est alors qu'il prend ses distances avec la droite pour se rallier définitivement au camp républicain.
En juillet 1795, il se distingue, lors de l’écrasement des forces royalistes débarquées à Quiberon par l’armée républicaine, commandée par Hoche, en ordonnant l’exécution de 757 émigrés faits prisonniers.
Lors des derniers jours de la Convention, Tallien s'inquiète de la victoire des royalistes aux élections et réclame l'annulation de celles-ci, ainsi que l'élection du Directoire par la Convention elle-même. Très vivement combattue par les modérés, comme Thibaudeau, sa proposition est rejetée. Nommé, le 30 vendémiaire an IV, membre d'une commission de cinq membres chargés de proposer des mesures de salut public, il présente, le 3 brumaire, un long rapport dans lequel il dénonce les nouveaux députés royalistes de Paris mais, de nouveau, ne parvient pas à faire admettre l'idée d'un coup d’État républicain.

### Disgrâce et fin de carrière
Avec l’instauration du Directoire, l’influence politique de Tallien décline, bien qu’il siège au Conseil des Cinq-Cents. Discrédité aux yeux des Montagnards, qui le considèrent comme un renégat, comme de la droite, qui lui reproche son passé terroriste, il est également abandonné par Thérésa Tallien, qui devient la maîtresse du financier Ouvrard. En l’an IV, il tente de sauver quelques amis compromis dans la conjuration des égaux ou l'affaire du camp de Grenelle, sans grand succès.
Cependant, Tallien est présenté par Paul Barras au général Bonaparte, qui l’emmène avec lui dans son expédition vers l’Égypte en juin 1798:184. Après la prise du Caire, il édite le journal officiel, la Décade égyptienne.
Renvoyé en France par le général Menou, successeur de Kléber à la tête de l’armée d’Égypte en 1800, son bateau est capturé par un croiseur britannique pendant la traversée:184. Conduit à Londres, il est reçu avec faveur parmi les Whigs:184 et rencontre Charles James Fox.
De retour en France en 1802, son épouse obtient le divorce. Sans emploi, il obtient finalement, grâce aux interventions de Fouché et de Talleyrand, d’être nommé consul à Alicante, le 2 novembre 1804, mais il n’y reste que quatre mois. Atteint de la fièvre jaune, Tallien perd l’usage d’un œil.

### Fin de vie
Rentré à Paris, Tallien réussit à obtenir une pension d'ancien consul, qu’il conservera d'ailleurs après le retour des Bourbons.

Il écrit le 15 juin 1807 à Talleyrand : 

« Ma position est loin d'être brillante... Il ne me reste pas deux cents louis par an pour vivre... Je suis arrivé mourant en France, j'ai gardé le lit pendant dix-huit mois. »

En 1815, durant les Cent-Jours, Tallien signe l'Acte additionnel:240 et se rallie donc à l'empereur. L'année suivante, bien que régicide, il est exempté d’exil à cause de sa mauvaise santé et grâce à la protection du ministre de la Police Élie Decazes, mais son traitement est supprimé:243. À la même époque, sa fille épouse le vicomte de Narbonne-Pelet, un aristocrate sans fortune:240.
Tallien passe ses dernières années dans une gêne financière constante. Il vend notamment ses archives de la période révolutionnaire à l'historien Charles de Lacretelle:245. Peu avant sa mort, le baron Pasquier lui obtient de Louis XVIII une modeste pension de deux mille francs:245.
Il meurt, dans le mépris général, de la lèpre contractée à Alicante, à l'âge de 53 ans, dans sa petite maison aux Champs-Élysées, allée des Veuves, non loin du palais des Tuileries:245. Il est inhumé au cimetière du Père-Lachaise,.

## Au cinéma et à la télévision
Tallien a été interprété par :
- 1950 : Norman Lloyd dans Le Livre noir, d'Anthony Mann.
- 1958 : Étienne Sevral dans La caméra explore le temps (épisode : La terreur et la vertu) - Deuxième partie : Robespierre, de Stellio Lorenzi.
- 1958 : Horst Tappert dans Der öffentliche Ankläger, de Kurt Wilhelm.
- 1962 : Gijsbert Tersteeg dans Arme Bitos, de Joris Diels.
- 1963 : Hubert Suschka dans Der arme Bitos... oder Das Diner der Köpfe, de Peter Beauvais.
- 1965 : Fred Ulysse dans L'Accusateur public, de René Lucot.
- 1967 : Udo Vioff dans Der öffentliche Ankläger (série La caméra explore le temps, de Hans-Dieter Schwarze.
- 1975 : Michel Paulin dans Saint-Just et la Force des choses, téléfilm de Pierre Cardinal.
- 1978 : Jean-Paul Carrère dans Les Amours sous la Révolution, téléfilm de Nicolas Vogel.
- 1978 : André Rouille dans Quand flambait le bocage, téléfilm de Claude-Jean Bonnardot.
- 1979 : Jean-Luc Moreau dans Joséphine ou la Comédie des ambitions, téléfilm de Robert Mazoyer.
- 1983 : Gérard Hardy dans Danton, d'Andrzej Wajda.
- 1989 : Jean-Claude Adelin dans Les Jupons de la Révolution, de Maroun Bagdadi.
- 1989 : Péter Györi dans A megközelíthetetlen, d'Imre Mihályfi.
- 2006 : Guillermo Ayesa dans Le Parfum, de Tom Tykwer.

## Sources primaires

### Magazines
Tallien a écrit pour les magazines suivants:
- L'Ami des citoyens
- L'Ami des sans-culottes
- Le Sans-culotte (1793)
- Le Courier de l'Armée des côtes de La Rochelle
- La Décade egyptienne (1798-1800)

### Autres publications
- 1789 - Mémoire sur la liberté de la presse, suivi de quelques autres mémoires concernant la librairie
- 1790 - On nous mène donc la faction orleano-angloise, ou les projets de mèchans dévoilés
- 1792 - Detail et ordre de la marche de la fête en l'honneur de la liberté, donnée par le peuple à l'occasion de l'arrivée des soldats de Chateau-Vieux, le dimanche 15 avril 1792, l'an quatrième de la liberté. Paris: De l'imprimerie de Tremblay
- 1792 - La vérité sur les événemens du 2 septembre. Paris: De l'Imprimerie nationale
- 1793 - Projets de décrets concernant Louis Capet. Présentés à la Convention nationale par J.L. Tallien, député du département de Seine & -Oise. Paris: De l'Imprimerie nationale
- 1793 - Rapport des commissaires envoyés à Forges-les-Eaux, département de la Seine-inférieure, pour constater les faits relatifs au suicide de l'assassin Pâris. Paris: De l'Imprimerie nationale
- 1794 - Tallien, représentant du peuple, a ses collègues. A Paris: De l'imprimerie de Rougiff
- 1794 - Éclaircissemens véridiques de Tallien, représentant du peuple, envoyé en mission à Bordeaux. En réponse aux Eclaircissemens nécessaires de Collot, ancien membre du Comité de salut public
- 1794 - Discours prononcé a la Convention nationale, dans la séance du 11 fructidor, l'an 2 de la République, sur les principes du gouvernement révolutionnaire. A Paris: De l'Imprimerie nationale
- 1795 - Rapport fait au nom de la commission des cinq, sur la conjuration du 13 vendémiaire
- 1795 - Rapport fait a la Convention nationale, par Tallien, dans la séance du 9 thermidor, an 3, sur la défaite des émigrés à Quiberon. A Besançon: Chez Métoyer
- 1795 - Un mot sur la nécessité de rendre les biens des condamnés. A Paris: De l'Imprimerie nationale
- 1795 - Compte rendu a la Convention nationale, en exécution du décret du 21 nivôse dernier, par Tallien, représentant du peuple, des dépenses qu'il a faites dans ses diverses missions. Paris: De l'Imprimerie nationale
- 1795 - Rapport fait a la Convention nationale, au nom de la Commission des cinq, par Tallien, dans la séance du 2 brumaire, l'an quatrième de la République française, une et indivisible. A Paris: De l'Imprimerie nationale
- 1795 - Rapport et projet de décret, présentés au nom du Comité de salut public, par Tallien, dans la séance du 27 germinal, an 3, relativement à une nouvelle organisation des transports militaires. A Paris: De l'Imprimerie nationale
- 1797 - Motion d'ordre du représentant du peuple Tallien, sur les circonstances actuelles, prononcée dans la séance du Conseil des cinq-cents, le 6 thermidor, an 5. A Paris: Chez G.-F. Galletti
- 1798 - Opinion de Tallien, contre le projet de la Commission de finances, sur les tabacs